# Autopista Francisco de Miranda
La Autopista Francisco de Miranda (antes conocida como Autopista La Verota- Kempis o Santa Lucía- Kempis) es una vía de transporte localizada en el Estado Miranda al centro norte del país sudamericano de Venezuela. Forma parte de la serie de proyectos en el marco del Convenio China-Brasil-Venezuela,  para el descongestionamiento vial del área metropolitana de Caracas. Su primer tramo fue inaugurado en diciembre de 2014, cuando sea totalmente concluida conectará el oriente y occidente de esa nación.
Pretende enlazar  los Valles del Tuy (en la Autopista Regional del Centro) con la localidad de Barlovento, donde se uniría a la Autopista Gran Mariscal de Ayacucho, del mismo estado.

## Historia
El primer tramo de la autopista que conecta los sectores de Los Totumos con la Bonanza comenzó sus obras en marzo de 2014 y fue inaugurado por la corporación de desarrollo del Estado Miranda (Corpormiranda) el 10 de diciembre de 2014. Cuenta con 4 canales, hombrillos, isla central, iluminación, drenaje y rampas de frenado, beneficiando un estimado de 70 mil personas.
Ese primer tramo de 4 km se conectaría con otro tramo en construcción, el de Santa Lucía Kempis de 21,1 km, que se espera sea finalizado para finales de 2015 o principios de 2016 y cuenta con 4 viaductos, un puente sobre el río Guaire y dos distribuidores. Contará además con parador turístico, seguridad vial y estación de servicios.

## Tramos
- Tramo Occidental:Los Totumos -La Bonanza 4 km (ejecutado)
- Tramo Oriental: Santa Lucía -Kempis 21 km (en construcción)